# تویور
تویور (به لاتین: Tõivere) یک روستا در استونی است که در دهستان پایوسی واقع شده‌است.